# Auriolus presidentialis
Auriolus presidentialis är en skalbaggsart som beskrevs av Pierre Lepesme 1947. Auriolus presidentialis ingår i släktet Auriolus och familjen långhorningar.
Artens utbredningsområde är Benin. Inga underarter finns listade.